# Будисављевић
Будисављевић је српско презиме. Значајни људи са презименом су:
- Диана Будисављевић (1891-1978), аустријска хуманитарка
- Јованка Броз (рођена Будисављевић, 1924-2013), прва дама Југославије
- Лука Будисављевић (рођен 2004), српски шаховски велемајстор
- Срђан Будисављевић (1883-1968), југословенски политичар